# کارل فیلیپس
کارل فیلیپس (انگلیسی: Carl Phillips؛ ۲۳ ژوئیه ۱۹۵۹  – ) شاعر، و نویسنده اهل ایالات متحده آمریکا بود. وی در سال ۲۰۲۳ برنده جایزه پولیتزر برای شعر شد. علاوه بر آن وی همچنین برندهٔ جوایزی همچون جایزه ادبی لامدا، و کمک‌هزینه گوگنهایم شده‌است.